# Mathilde Arcel Fock
Mathilde Arcel Fock (født 25. juli 1996) er en dansk skuespiller.
Hun dimitterede fra Den Danske scenekunstskole i Aarhus i 2020, og har siden medvirket i bl.a. Nogen er ude og drikke øl på Teater Republique og Aveny-T - en forestilling hun var medforfatter på, og instruerede. Derudover har hun medvirket i en række kortfilm, bl.a. Mit barn af Anders Walter, og flere forskellige teaterforestillinger - bl.a. An education og Stolthed og Fordom instrueret af Anna Balslev, på henholdsvis Teater Republique og Betty Nansen Teatret og Mørkt Forår på Betty Nansen Teatret instrueret af Amanda Ginman.
I 2021 vandt hun en Reumert Talentpris for forestillingen Nogen er ude at drikke øl . 
Hun er datter af skuespilleren Nastja Arcel og instruktøren Mikael Fock.